# Hervormde kerk (Sint Philipsland)
De Hervormde kerk is een protestantse kerk in Sint Philipsland in de provincie Zeeland. Hij wordt gebruikt door de Hervormde Gemeente St-Philipsland (PKN).

## Geschiedenis
De kerk werd gebouwd in 1668 in een sobere classicistische stijl. Voorheen, na het indijken van de huidige Oudepolder, moesten de gelovigen naar Sint-Annaland en vanaf 1649 kwam er om de week een dominee naar Sint Philipsland, waarbij de diensten in een van de huizen in het dorp gehouden werden. Vanaf 1657 werd een schuur in gebruik genomen, waar twee jaar later een torentje op gebouwd werd, die dienst deed tot de huidige kerk gebouwd werd.
In 1768 stond de kerk op instorten en werd ze gerestaureerd. In 1844 volgde een tweede belangrijke restauratie. De kerk werd zwaar beschadigd door de watersnoodramp van 1953, waarbij Sint-Philipsland geheel overstroomde. De consistorie, die vermoedelijk in 1896 was vernieuwd, is na de ramp vervangen door het verenigingsgebouw waarin de consistorie is ondergebracht. De laatste grote restauratie van het kerkgebouw vond plaats in 1968 onder leiding van Ir. J. de Wilde te Breda, die ook in 1953 het verenigingsgebouw ontwierp. In 1985 werd een nieuwe verwarming aangelegd en werd ook het interieur geschilderd.

## Beschrijving
Het kerkgebouw aan de Kerkring 2 is een zaalkerk op een langwerpige achthoekige plattegrond, met dakruiter. De muurvlakten zijn uitwendig voorzien van dorische pilasters. De dakruiter werd in 1844 hersteld en is voorzien van een mechanisch torenuurwerk van de Gebroeders van Bergen. Johannes Burgerhuys uit Middelburg goot in 1668 een nieuwe klok met het opschrift Soli Deo Gloria, een geschenk van ambachtsvrouwe Henriëtte Margaretha de Mauregnault. Tijdens de Tweede Wereldoorlog werd deze klok gevorderd door de Duitse bezetter en in 1948 werd een nieuwe klok van klokkengieterij Eijsbouts uit Asten in de toren gehangen.
Tot de kerkinventaris uit de bouwtijd behoren de preekstoel, een koperen lezenaar en een lichtkroon.

## Orgel
In 1881 werd in de kerk een harmonium van Mason & Hamlin geplaatst. In 1925 leverde de firma A.S.J. Dekker te Goes een nieuw pneumatisch pijporgel. Na de watersnoodramp in 1953 diende het Dekker-orgel vervangen te worden. Op kosten van het Nationaal Rampenfonds werd een nieuw orgel gebouwd door de firma W. van Leeuwen uit Leiderdorp dat op 1957 in gebruik werd genomen.

## Fotogalerij

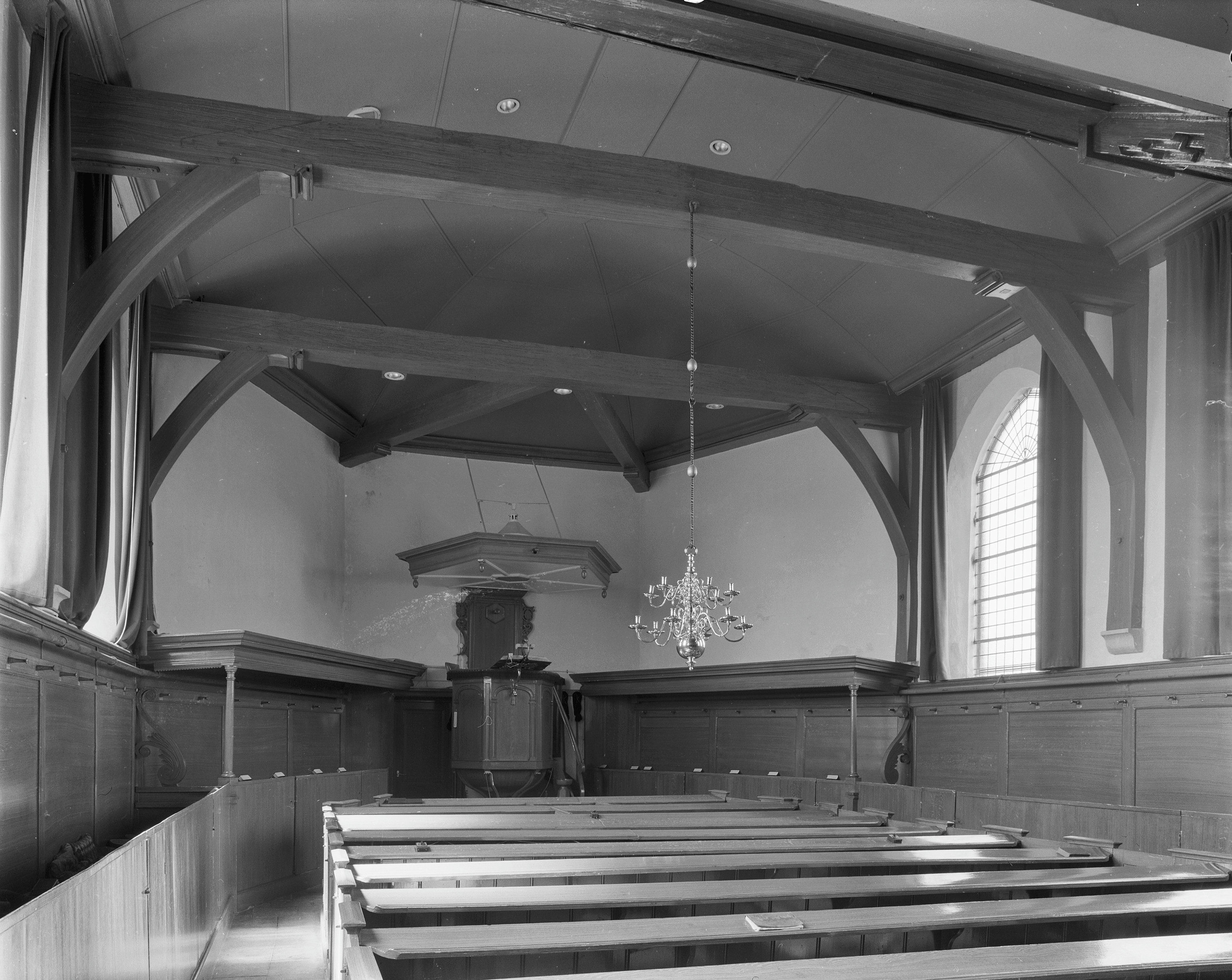
Interieur met kansel
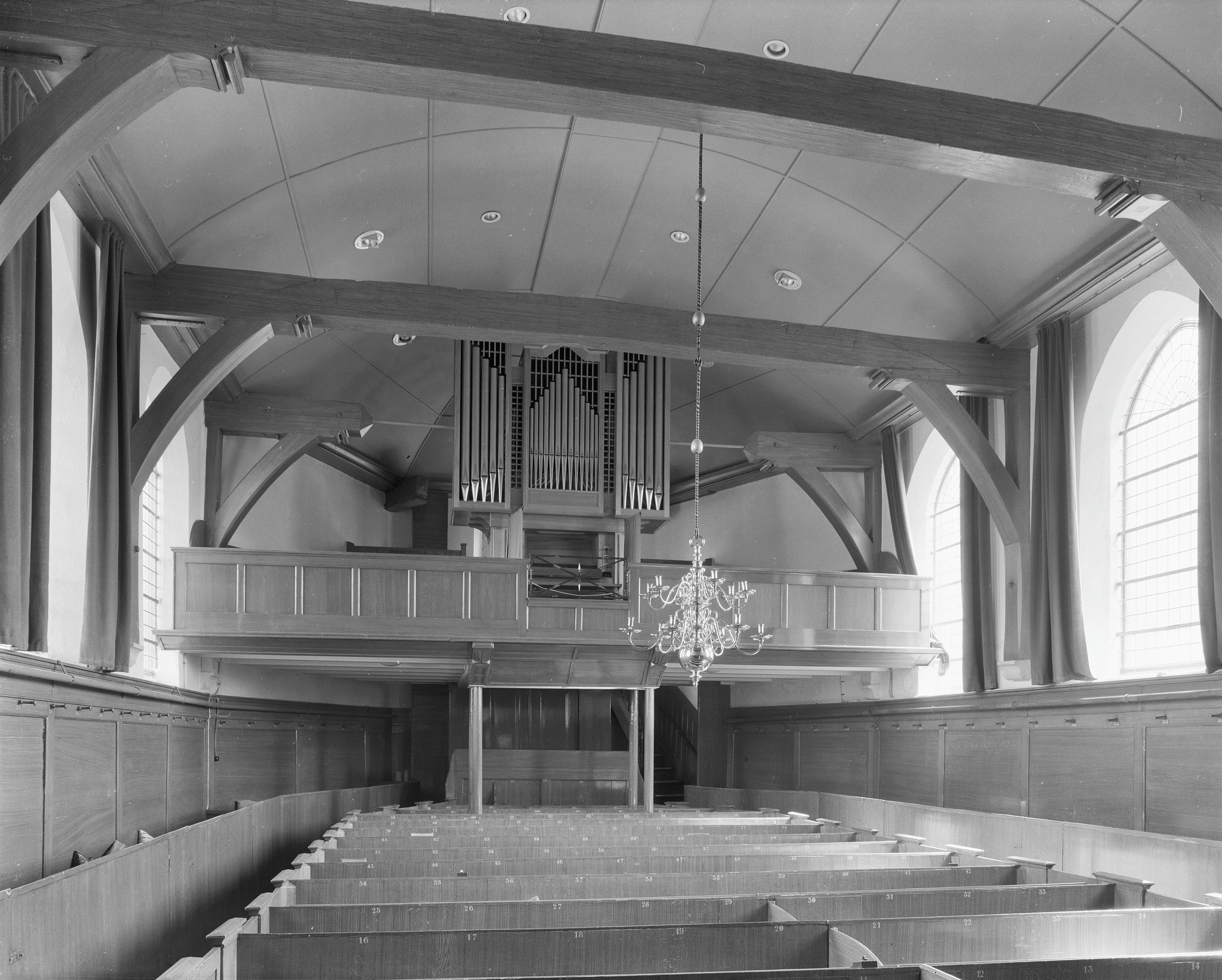
Interieur met orgel